# Rupture conventionnelle collective
 (mars 2024).
Pour les articles homonymes, voir RCC.
Une rupture conventionnelle collective (RCC) est un accord collectif conduisant à une rupture du contrat de travail. Ce dispositif a été instauré par la réforme du code du travail français en 2017. C'est une alternative au plan de départs volontaires ou au plan de sauvegarde de l'emploi.

## Application
En janvier 2018, un premier projet d'accord échoue chez Pimkie faute d'accord syndical alors qu'un projet d'accord  prévoyant 1 300 RCC et 900 dispenses d’activité pour des seniors, tout en embauchant 1 300 CDI doit être approuvé le 19 janvier chez Groupe PSA .